# Nvi
nvi （エヌヴィアイ、new vi、nex）は、Unix系オペレーティングシステム (OS) で動作する、テキストエディタ。いわゆるviクローンのひとつ。vi/ex の互換エディタとして Keith Bostic によって開発され、BSDライセンスで配布されている。FreeBSD、NetBSD、OpenBSDでは、デフォルトのvi/exである。
4.4BSDにおいてカリフォルニア大学バークレー校 (UCB) より配布された。ビル・ジョイの開発したオリジナルのviはAT&Tのライセンスが必要であったため、AT&Tのコードを全く使わずに再実装されたもの。オリジナルのviとの互換性は高い。

## 特徴
改良を重ね高機能化した Vim と違い軽量でシンプルである。

## コマンド
vi互換のスクリーンエディタとして使用する場合は、vi、nvi、読み取り専用のviとして使用する場合は、view（vi -Rと等価）、ex互換のラインエディタとして使用する場合は、ex、nexを使用する。これらのコマンドは、呼び出される名称が違うのみでバイナリとしては同一である。
ユーザの設定ファイルは、$HOME/.nexrc、$HOME/.exrcの順に読む。nvi/nex 独自の設定は、.nexrcに書くのが無難である。

## 多言語版
萩野純一郎 (itojun) により、多言語版である nvi-m17n（m17nはmultilingualizationの意）が開発された。

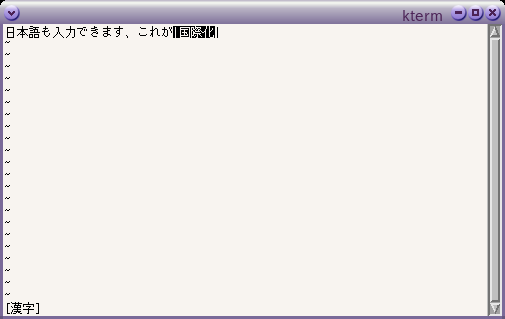
nvi-m17nでの日本語入力